# Culver City
Culver City è una città degli Stati Uniti, in  California, di circa 38 000 abitanti, enclave al comune di Los Angeles.
Centro residenziale e industriale, è sede dei quartieri generali di diverse case dello spettacolo che producono serie televisive e film per il cinema (MGM Studios, Sony Pictures Entertainment). Fu la sede della società aerospaziale Hughes Aircraft. È gemellata con la cittadina siciliana di Capo d'Orlando.

## Storia
L'area dove attualmente sorge Culver City fu la terra nativa della tribù dei nativi americani Tongva-Gabrieliño presenti in questa regione da un periodo di 8000 anni. La città fu fondata inizialmente sulle terre degli attuali Ranchos della California: Rancho La Ballona, Rancho Rincon de los Bueyes e Rancho La Cienega o Paso de la Tijera.
Dal 1861 al 1862, durante la guerra civile americana fu fondato il Camp Latham ad opera del primo reggimento di fanteria guidato dal colonnello James Henry Carleton e dal primo reggimento di cavalleria guidato dal colonnello Benjamin Franklin Davis. Il camp Latham prese il nome dal senatore della California Milton Latham ed è stata la prima area di sosta per l'addestramento delle truppe dell'Unione e delle loro operazioni nel sud della California. Tale campo si trova su un terreno del Rancho La Ballona, sul lato sud del Ballona Creek, nei pressi di quella che oggi è l'intersezione tra Boulevards Jefferson e Overland.

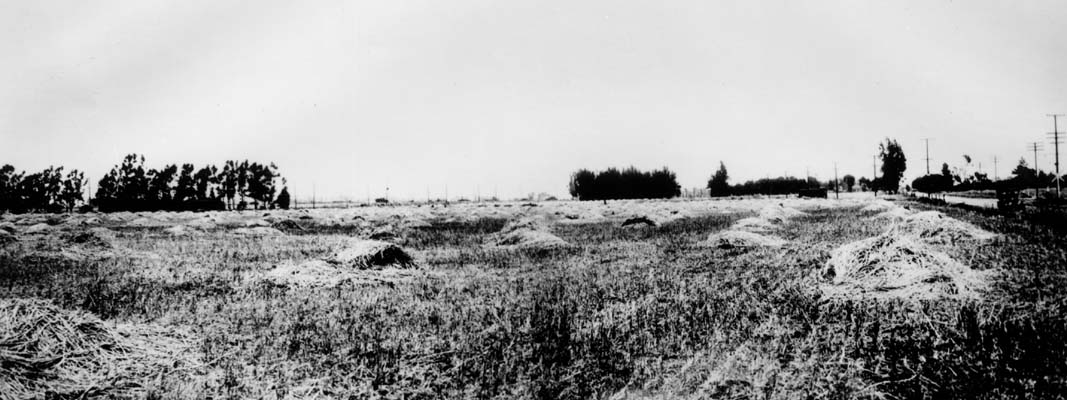
Il luogo dove è sorta Culver City, 1913

Il primo tentativo da parte di Harry Culver di istituire Culver City avvenne nel 1913. La città sarebbe poi stata incorporata il 20 settembre 1917. Si può notare come dalle riviste dell'epoca già si potessero leggere le prime pubblicità che recitavano l'allora celebre detto "Tutte le strade portano a Culver City" come ad indicare in Culver City un percorso preferenziale per accedere alla vicina e grande città di Los Angeles.
Il primo studio cinematografico fu costruito da Thomas H. Ince nel 1918. Negli anni 20 i produttori di cortometraggi muti come Hal Roach e la Metro-Goldwyn-Mayer (MGM) costruirono i loro studi qui. Durante il proibizionismo inoltre numerosi Speakeasy e nightclubs, come il Cotton Club, popolavano il Washington Boulevard di Culver City.
Il Culver Center, uno dei primi centri commerciali della California del Sud, fu inaugurato nel 1950. Era posto su Venice Boulevard vicino alla intersezione con Overland Avenue ed era dotato di molti negozi, un supermercato, uno store della catena J. C. Penney e varie banche.
Alla fine degli anni sessanta gran parte della superficie posseduta dalla MGM (il lotto 3 e altri beni posti su Jefferson Boulevard) come la vicina area di 11,5 ettari chiamata "back 40", un tempo di proprietà della RKO Pictures e in seguito Desilu Productions, furono vendute dai loro proprietari.
Nel 1976, i set furono rasi al suolo per far posto a vari interventi di riqualificazione. Oggi dove erano i "back forty" è l'espansione a sud del tratto industriale di Hayden, mentre al posto delle proprietà della MGM c'è un centro commerciale conosciuto come Raintree Plaza.

## Produzione televisiva e cinematografica

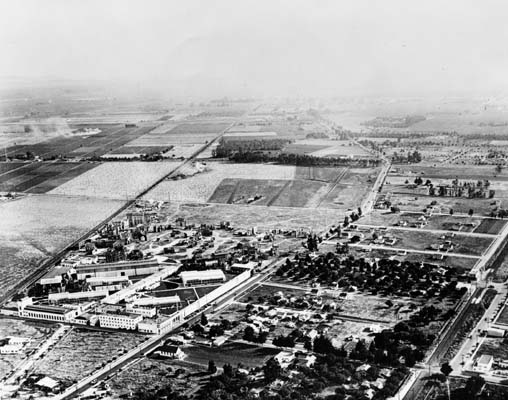
MGM Studios (ora Sony Pictures Studios), 1922.

Centinaia di film sono stati prodotti nei lotti degli studi di culver City come i Sony Pictures Studios (in origine MGM Studios), i Culver Studios e gli Hal Roach Studios. Tra questi Il mago di Oz, L'uomo ombra, Via col vento, Quarto potere, Rebecca - La prima moglie, la serie di Tarzan e il King Kong originale. Tra i film più recenti: Grease - Brillantina, Toro scatenato, E.T. l'extra-terrestre, Scappo dalla città, Air Force One, Sesso & potere e Contact.
Tra le serie televisive e i programmi TV si possono ricordare Las Vegas, Gunsmoke, Cougar Town, Innamorati pazzi, Lassie, Gli eroi di Hogan, Batman, Il Calabrone Verde, Arrested Development - Ti presento i miei, The Andy Griffith Show, Gomer Pyle, Jeopardy!, La tata, MasterChef e La ruota della fortuna.
La sequenza nel film Grease - Brillantina dove John Travolta balla nel drive-in fu filmata nel Drive-In studio sull'angolo tra Jefferson e Sepulveda. Lo stesso set servì anche per altri film come Pee-wee's Big Adventure. Il teatro chiuse nel 1993 e fu demolito nel 1998, ora al suo posto ci sono case ed il centro Kayne-ERAS, scuola e centro per disabili.
Le stesse strade di Culver City sono apparse più e più volte in molti film e serie televisive. Anche perché le architetture delle strade e delle case non sono cambiate drasticamente nel corso dei decenni in particolare nelle aree residenziali. È ancora possibile riconoscere molte delle scene girate in esterno della popolare serie televisiva Blue Jeans o della serie CHiPs. Nel film Il genio della truffa con Nicolas Cage si riconoscono le scene girate al Veterans Memorial Park che appare anche nella sitcom La famiglia Hogan.
Tra i più recenti Vita da strega del 2005 con Nicole Kidman e Will Ferrell è stato girato per le strade di Culver City. Sempre nel 2005 Dick & Jane - Operazione furto con Jim Carrey, Get Shorty con John Travolta e Danny DeVito (filmato nei Sony studio).
Del 2010 il film A cena con un cretino mentre nel 2011 The Lincoln Lawyer, Come ammazzare il capo... e vivere felici e Jack e Jill con Adam Sandler, Katie Holmes e Al Pacino. Del 2012 Think Like a Man e Candidato a sorpresa.

## Infrastrutture e trasporti

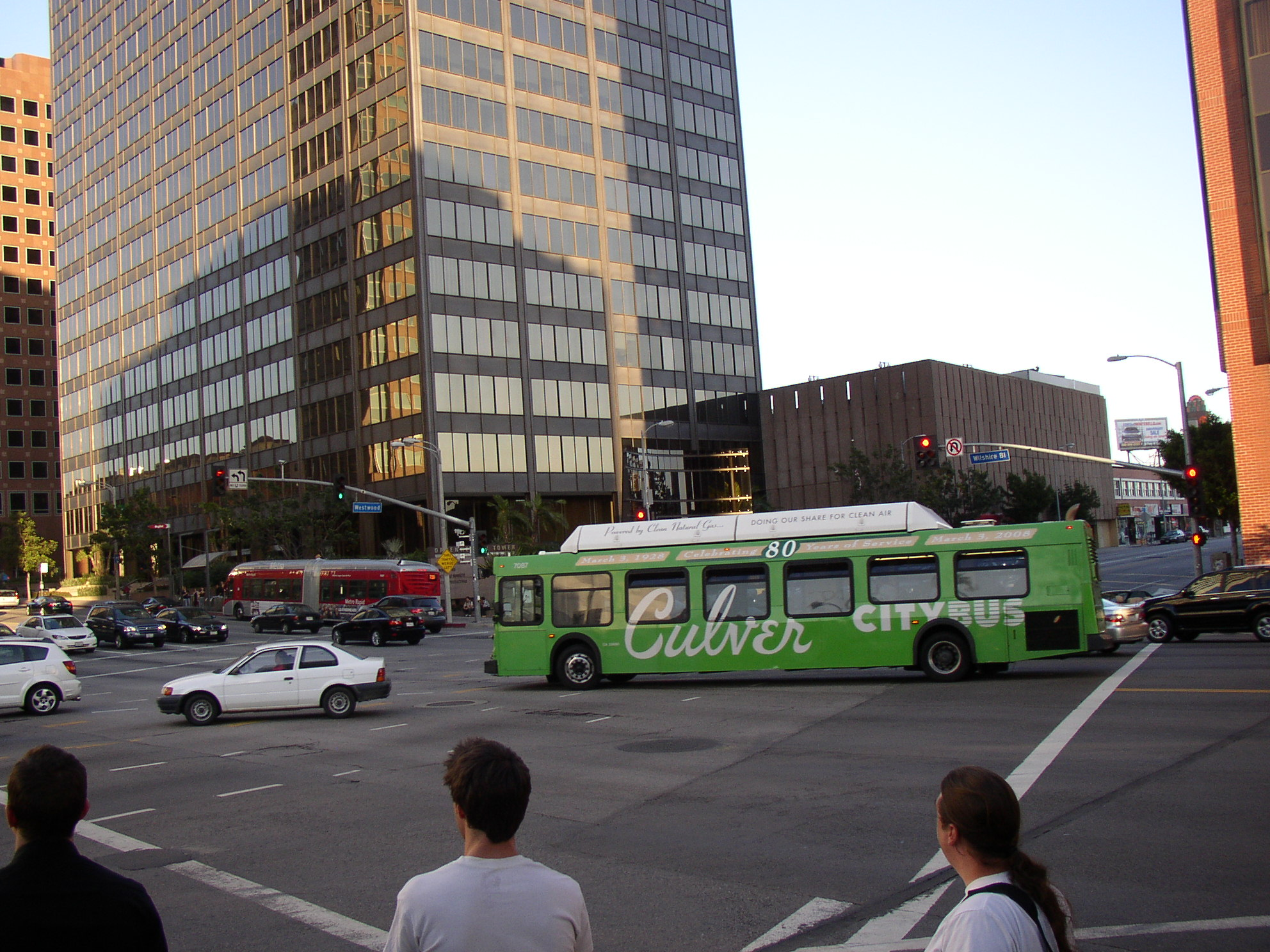
Un autobus della Culver City bus in transito

Nel 2006 è iniziata la costruzione della linea Expo, una metropolitana leggera che parte da Downtown Los Angeles fino alla stazione di Culver City denominata Culver Junction. La stazione si trova tra Venice e Robertson Boulevards ed ha aperto il 20 giugno 2012. L'intento della Los Angeles County Metropolitan Transportation Authority, l'agenzia che gestisce la linea, sarebbe quello di estendere il tratto ad ovest fino a Santa Monica. È presente inoltre un servizio di autobus chiamato Culver CityBus che effettua i servizi all'interno di Culver City. La città è servita dall'Aeroporto Internazionale di Los Angeles che si trova a 11 km a sud della città. C'è anche una moschea sunnita wahhabita.

## Punti di interesse
- Culver Hotel
- Culver Studios
- Holy Cross Cemetery, dove riposano attori come John Candy, Sharon Tate, Bela Lugosi, Jackie Coogan, Joe Flynn e Darby Crash